# افرايم كوك
افرايم كوك هو طبيب كندي، ولد في 14 يونيو 1803، وتوفي في 28 ديسمبر 1881.